# Lepke Buchalter
Lepke Buchalter, all'anagrafe Louis Buchalter (New York, 6 febbraio 1897 – Ossining, 4 marzo 1944), è stato un mafioso statunitense, legato al cosiddetto "Sindacato ebraico".

## Biografia
Lepke nacque nel Lower East Side, un povero e degradato quartiere di Manhattan (New York), il 6 febbraio del 1897, figlio di immigrati russi d'origine ebraica. Nel 1931 Buchalter, assieme ad Albert Anastasia, riuscì a controllare con la violenza alcuni sindacati dell'industria dell'abbigliamento e creò la Murder, Inc., un gruppo misto di sicari italiani ed ebrei che venivano coordinati proprio da Buchalter su ordine di Anastasia. La Murder Inc tra gli altri uccise il famoso gangster Dutch Schultz.
Nel 1939 Buchalter venne arrestato per traffico di stupefacenti e condannato a quattordici anni di carcere. L'anno successivo Buchalter affrontò un altro processo per omicidio in seguito alle accuse del suo ex socio Abe Reles, che stava collaborando con la giustizia, e venne condannato a morte insieme ai suoi luogotenenti Mendy Weiss e Louis Capone. La sentenza di morte venne eseguita nel 1944 nel carcere di Sing Sing dove Buchalter, Weiss e Capone morirono sulla sedia elettrica.